# 2009 en Norvège
Chronologie de la Norvège
- 2005
- 2006
- 2007
- 2008
- 2009
- 2010
- 2011
- 2012
- 2013

Cet article présente les faits marquants de l'année 2009 en Norvège ou relatifs à la Norvège.

## Gouvernance
- Harald V est roi de Norvège.
- Jens Stoltenberg est le chef  du gouvernement.

## Norvège

### Février
- Mercredi 4 février 2009 : la production de pétrole est en baisse de 4,0 % en janvier (2,110 millions de barils par jour), mais le gaz naturel est en hausse de 4,04 % (10,3 milliards de m3).

- Vendredi 6 février 2009 : la direction de la police national autorise le port du hijab pour les policières musulmanes[1] afin de pouvoir recruter plus largement. Mais le syndicat des policiers est critique, estimant que l'uniforme de policier se doit de demeurer neutre, dénué de tout symbole religieux. Le Parti du progrès, parti d'opposition de la droite populiste, parle d' « islamisation » de la Norvège.

### Mars
- Mercredi 11 mars 2009 : la Banque de Norvège annonce que le fonds de pension public de la Norvège, l'un des principaux fonds souverains au monde, a perdu 633 milliards de couronnes norvégiennes (71,5 milliards d'euros) l'an dernier du fait de la crise financière.

- Mercredi 22 avril 2009 : les ministres des Affaires étrangères Jonas Gahr Støre et de la Pêche Helga Pedersen menacent de porter plainte devant l'Organisation mondiale du commerce (OMC) en cas d'interdiction par l'Union européenne des importations de produits dérivés du phoque, « car cela affectera notre liberté d'action dans la gestion de nos propres ressources marines ». Le Canada a lui aussi menacé de porter l'affaire devant l'OMC. La Norvège est le principal pays de chasse au phoque avec un quota de 338 000 mammifères cette année, mais elle a autorisé l'abattage de 47 000 phoques adultes en 2009 sur une population totale estimée à 8 millions de spécimens dans l'Atlantique nord, estimant que ces prélèvements étaient indispensables pour la protection des stocks de poissons, dont le pinnipède est gros consommateur.

### Mai
- Lundi 11 mai 2009 : un homme a ouvert le feu près d'Oslo causant la mort de plusieurs personnes.

- Mardi 19 mai 2009 : la Norvège est officiellement entrée en récession malgré les milliards d'euros dépensés par le gouvernement pour revigorer l'économie. Au premier trimestre, le produit intérieur brut, hors hydrocarbures et transport maritime, a reculé de -1,0 % après -0,8 % au quatrième trimestre 2008, cependant sur l'année 2008, la croissance du même PIB avait été de 2,6 %.

### Juin
- Vendredi 12 juin 2009 : la production pétrolière de la Norvège est en baisse en mai à 1,789 million de barils par jour (mbj), -10,05 %. Cette baisse s'explique par la fermeture de plusieurs plateformes pour des travaux d'entretien programmés et, dans certains cas, pour des réparations imprévues. En mai, la Norvège a aussi produit 7,9 milliards de m3 de gaz naturel (-9,2 %) et 339 000 barils équivalent-pétrole par jour (bep/j) (-8,6 %) de liquides de gaz naturel (LGN) et de condensats (pétrole léger).